# Lucio Papirio (ópera)
Lucio Papirio es una ópera seria o dramma per musica en tres actos con música de Nicola Porpora y usando el libreto en italiano de Antonio Salvi y Giovanni Boldini, basado en un relato de Livio sobre Lucio Papirio Cursor y Quinto Fabio Máximo Ruliano en el siglo IV a. C. Se estrenó en los carnavales de 1737 en el Teatro San Cassiano de Venecia.
Sus dos arias más conocidas son Morte Amara y Tocco il porto, ambas cantadas por el personaje de Quinto Fabio, un papel escrito para el famoso castrato Felice Selimbeni.
- Datos: Q5982312